# Drużynowe mistrzostwa Czech na żużlu
Drużynowe mistrzostwa Czech na żużlu – czeskie rozgrywki ligowe w sporcie żużlowym. Są kontynuacją prowadzonych w latach 1956–1992 zmagań o drużynowe mistrzostwo Czechosłowacji. Pierwsza edycja odbyła się w 1993 roku. Rozgrywki prowadzone są przez komisję żużlową przy czeskiej federacji AČR. Prowadzone są dwie klasy rozgrywkowe: Extraliga i 1. liga.

## Zasady rozgrywek
W rozgrywkach nie obowiązuje system spadków i awansów, toteż niektóre kluby przystępujące do rozgrywek wystawiają drużyny zarówno do Extraligi, jak i 1. ligi. Po raz ostatni baraż pomiędzy ostatnią drużyną Extraligi i zwycięzcą 1. ligi został rozegrany w sezonie 2006

### 1993-1995
Podobnie jak w sezonach 1991-1992 drużynowych mistrzostw Czechosłowacji mecze Extraligi rozgrywane były systemem kołowym. Za zwycięstwo w meczu drużynie przyznawano 2 punkty w tabeli, za remis 1. W przypadku równej liczby punktów decydował wynik dwumeczu. W Extralidze brało udział 6 drużyn.

### 1996-2009
Spotkania rozgrywane w formie czwórmeczy. W Extralidze występowało 4-5 drużyn.

### 2010-2014, 2016
Mecze Extraligi rozgrywane były systemem kołowym. Za zwycięstwo w meczu drużynie przyznawano 2 punkty w tabeli, za remis 1. Ponadto za lepszy bilans punktów w dwumeczu przyznawano dodatkowy punkt bonusowy.

### 2015, 2017-2019
Począwszy od sezonu 2015 (z wyjątkiem sezonu 2016) spotkania obu klas rozgrywkowych są rozgrywane w formie czwórmeczy, przy czym każda drużyna Extraligi dwukrotnie będzie rozgrywać po dwa mecze domowe, natomiast 1. ligi jeden mecz. 

### 2020-obecnie (stan na 2023)
Zawody Extraligi odbywają się w systemie czwórmeczów. Rozgrywane są łącznie cztery rundy, po jednej na każdym torze. Turnieje 1. Ligi odbywają się w formacie parowym. Ich liczba również jest taka sama, jak liczba drużyn.

## Kluby uczestniczące w rozgrywkach
Uczestnicy rozgrywek w 2023
| Extraliga            | 1. liga                    |
| -------------------- | -------------------------- |
| AK Marketa Praga     | AK Marketa Praga           |
| AMK ZP Pardubice     | AMK ZP Pardubice           |
| AK Slaný             | AK Plochá Drahá Kopřivnice |
| Plochá Drahá Liberec | SC Žarnovica               |
|                      | AMD Krško                  |

Uczestnicy poprzednich edycji
- AK Březolupy – samodzielnie i fuzji z  MC Miśnia
- AMK Čakovice
- SC Chabařovice
- PD Liberec
- PDK Mšeno
- VTJ Racek Pardubice
- PK Pilzno – samodzielnie i w fuzji z AK Divišov
- Junioři CZ
- Start Gniezno Liberec

## Klasyfikacja medalowa
Stan po sezonie 2023.